# Нове Село (Тернопільський район)
Нове́ Село́ — село в Україні, у Скориківській сільській громаді Тернопільського району Тернопільської області. . Адміністративний центр колишньої Новосільської сільської ради, якій були підпорядковані  села Гнилички, Голошинці, Козярі, Сухівці.
Від вересня 2015 року — центр Новосільської сільської громади. Від 2020 року у складі Скориківської сільської громади. Розташоване на північному сході району
Населення — 605 осіб (2014).

## Населення

### Мова
Розподіл населення за рідною мовою за даними перепису 2001 року:
| Мова       | Кількість | Відсоток |
| ---------- | --------- | -------- |
| українська | 649       | 99.85%   |
| російська  | 1         | 0.15%    |
| Усього     | 650       | 100%     |

## Історія
Поблизу села виявлено археологічні пам'ятки черняхівської і давньоруської культур.
Перша писемна згадка — 1463 (виникло на місці с. Вегерів Окіп, 1452 спалили татари) як власність В. Збаразького. 1885 — центр гміни, що належала до Збаразького повіту.
На межі ХІХ — ХХ століть село (яке в деяких довідниках цього періоду фігурує як містечко Збаразького повіту) мало власну символіку: печатку з зображенням перехрещених коси та граблів (подібні «господарські» емблеми виступали тоді на печатках багатьох містечок і сіл Галичини).
Діяли товариства «Просвіта», «Сокіл», «Січ», «Луг», «Сільський господар», «Рідна школа», «Союз українок», кооператива.
Січень 1940 — квітень 1959 — райцентр; була тюрма, де закатовано багато людей.
Виходила газета «Нове село».
У 2015-2020 - адміністративний центр Новосільської сільської громади.
12 червня 2020 року, відповідно до розпорядження Кабінету Міністрів України  № 724-р «Про визначення адміністративних центрів та затвердження територій територіальних громад Тернопільської області», село увійшло до складу Скориківської селищної громади.
19 липня 2020 року в результаті адміністративно-територіальної реформи та ліквідації Підволочиського району, село увійшло до складу новоствореного Тернопільського району.
З 2022 року у селі діють волонтерські центри допомоги ЗСУ.

## Символіка
Затверджений 18 квітня 2006р. рішенням сесії сільської ради.
Автори — С.В.Ткачов, В.М.Напиткін.

### Герб
Конкурс на герб був оголошений рішенням сільської ради №230 від 18 липня 2005р. На зеленому щиті з чорною ламаною у чотири злами базою Архистратиг Михаїл у срібних обладунках і червоному плащі, з вогняним мечем у правій руці і срібним щитом у лівій. Щит обрамований декоративним картушем i увінчаний золотою сільською короною.
Чотири злами нагадують перше поселення — Вегерів Окіп — жителі якого заснували Нове Село, а також знак «Абданк» Богдана Хмельницького, як символ того, що багато жителів села брали участь у національно-визвольній війні проти поляків.

### Прапор
Квадратне полотнище розділене вертикально у чотири злами на чорне від древка і вільне зелене поля в співвідношенні 1:2. У зеленому полі Архистратиг Михаїл у білих обладунках і червоному плащі, з вогняним мечем у правій руці і білим щитом у лівій.

## Релігія

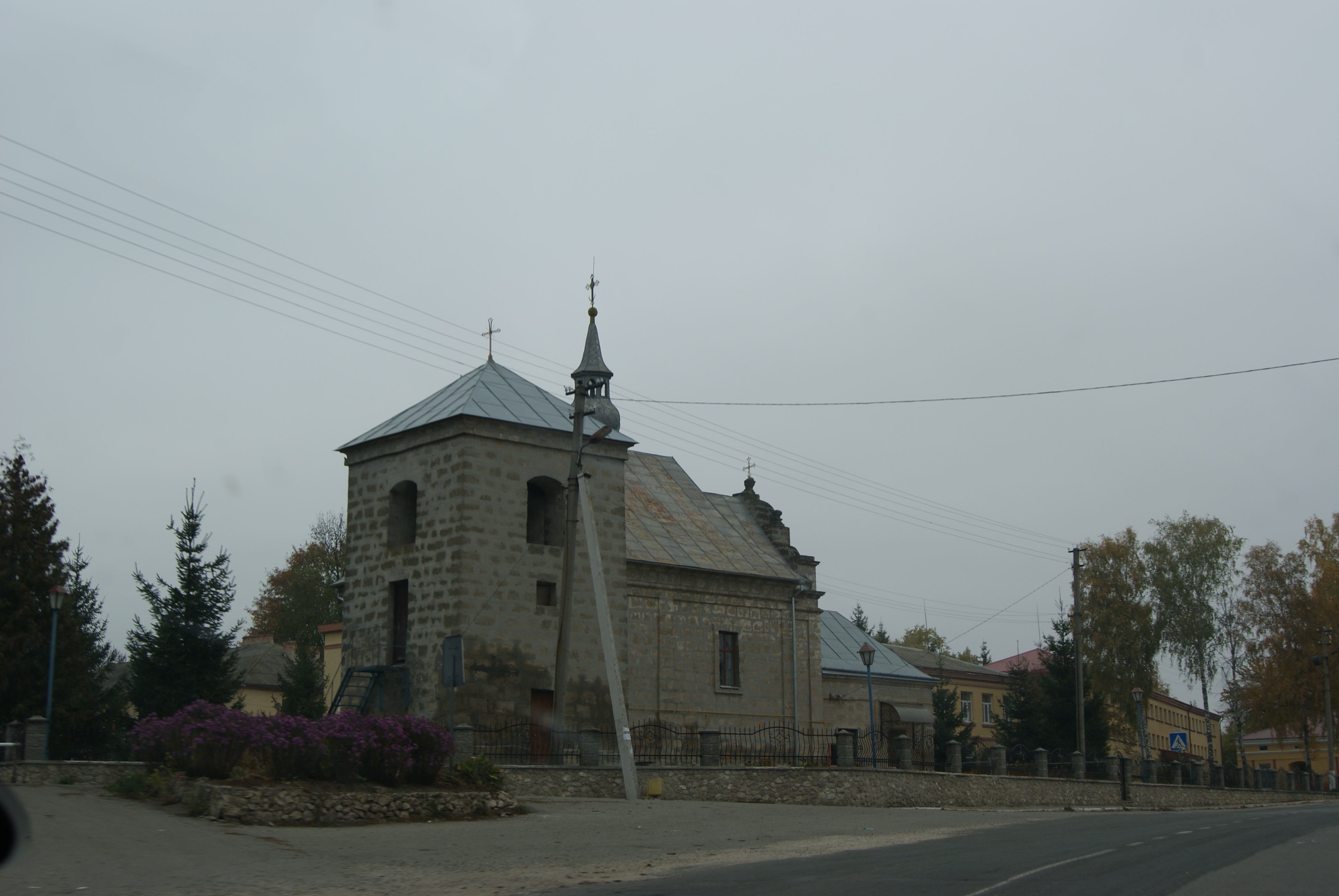
Церква в селі

- церква святого Михаїла (1790, кам'яна, ПЦУ),
- церква святого архістратига Михаїла (2010, кам'яна, УГКЦ),
- капличка (1992).

## Пам'ятки
Споруджено братські могили на кладовищі радянських воїнів: 22 братські могили та 12 індивідуальних, на кожній — пірамідальний обеліск, пам'ятники І. Франку (1966), воїнам-односельцям, загиблим у німецько-радянській війні (1966 та 1984), меморіал полеглим воякам УПА і жертвам більшовицького режиму (1992, перепоховано 16 осіб), на гранітних плитах викарбувано більше 500 імен жертв політичних репресій колишнього Новосільського району(організатор і виконавець робіт Степан Дрофишин), насипано символічну могилу Борцям за волю України (1990), встановлено пам'ятний знак на місці, де клали для опізнання вбитих вояків УПА, меморіальну таблицю на будинку, де зупинявся І. Франко.
У 2010 році у сквері біля пам'ятника І. Франку споруджено пам'ятний хрест на місці, де в березні 1945 року бандитами НКВД повішено вояка УПА, жителя с. Богданівка, Ярослава Палія. Пожертву на спорудження хреста склали жителі Нового Села та родичі повстанця.(Роботи виконав Степан Дрофишин).
Поштова вивіска з Нового Села часів ЗУНР зберігається в музеї Пошти і Телекомунікацій у Вроцлаві, Польща.

## Соціальна сфера
Працюють ЗОШ 1-3 ступ., Будинок культури, бібліотека, ФАП, музична школа, школа-інтернат.

## Відомі люди

### Народилися
- вчений у галузі матеріалознавства композиційних матеріалів, доктор технічних наук, професор Петро Стухляк,
- вчений у галузі медицини А. Гудима,
- філософ, релігієзнавець Арсен-Ярослав Гудима,
- науковці Н. Грицина, Я. Олійник, А. Скоць,
- громадський діяч І. Зварун,
- діяч ОУН І. Малюца,
- актор і режисер Богдан Паздрій.

Проживали:
- громадська діячка Катерина Миронівна Зарицька,
- Мирон Онуфрійович Зарицький (1889—1961) видатний український математик, професор Львівського державного університету, дійсний член Наукового Товариства ім. Т. Шевченка з 1927 р.
- живописець, мистецтвознавець А. Малюца,
- поет Арсен Вікарук,
- юрист, нотар д-р Лев Голінатий

Село відвідували 1898 і 1902 І. Франко, 1960-70 — професор М. Чайковський.

## Книги про село
С. Шкільняк видав книжку «Мистецькі обрії Нового Села» (2005).
А. Вікарук видав книжки: «Межа» (2008), «Занедбаний сад» (2010), «Вічне і тлінне» (2011), «П'ята Ахілла» (2012), «Листи без зворотньої адреси» (2014).

## Галерея

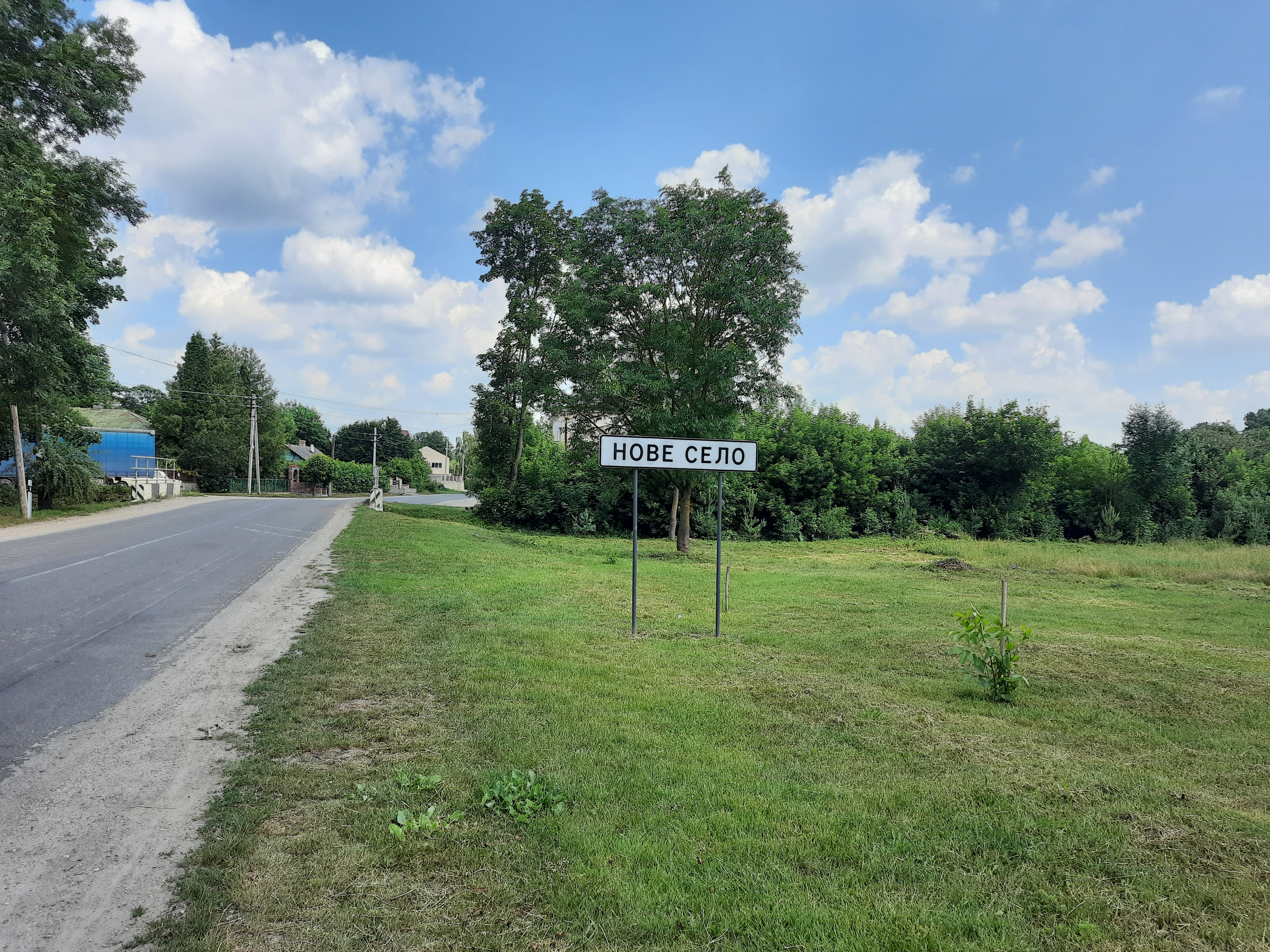
Дорожній знак при в'їзді в село
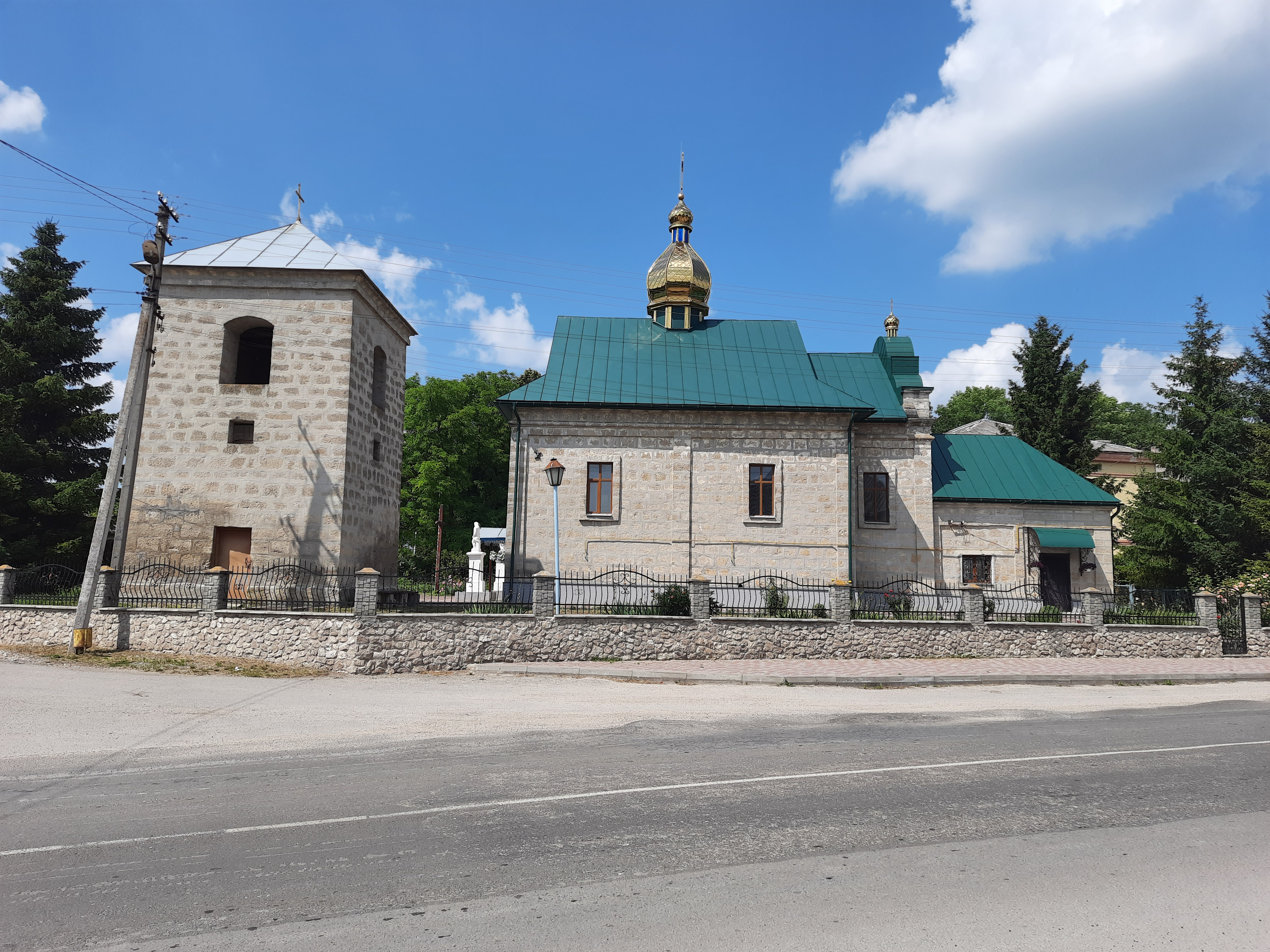
Церква Святого Михаїла (1790)
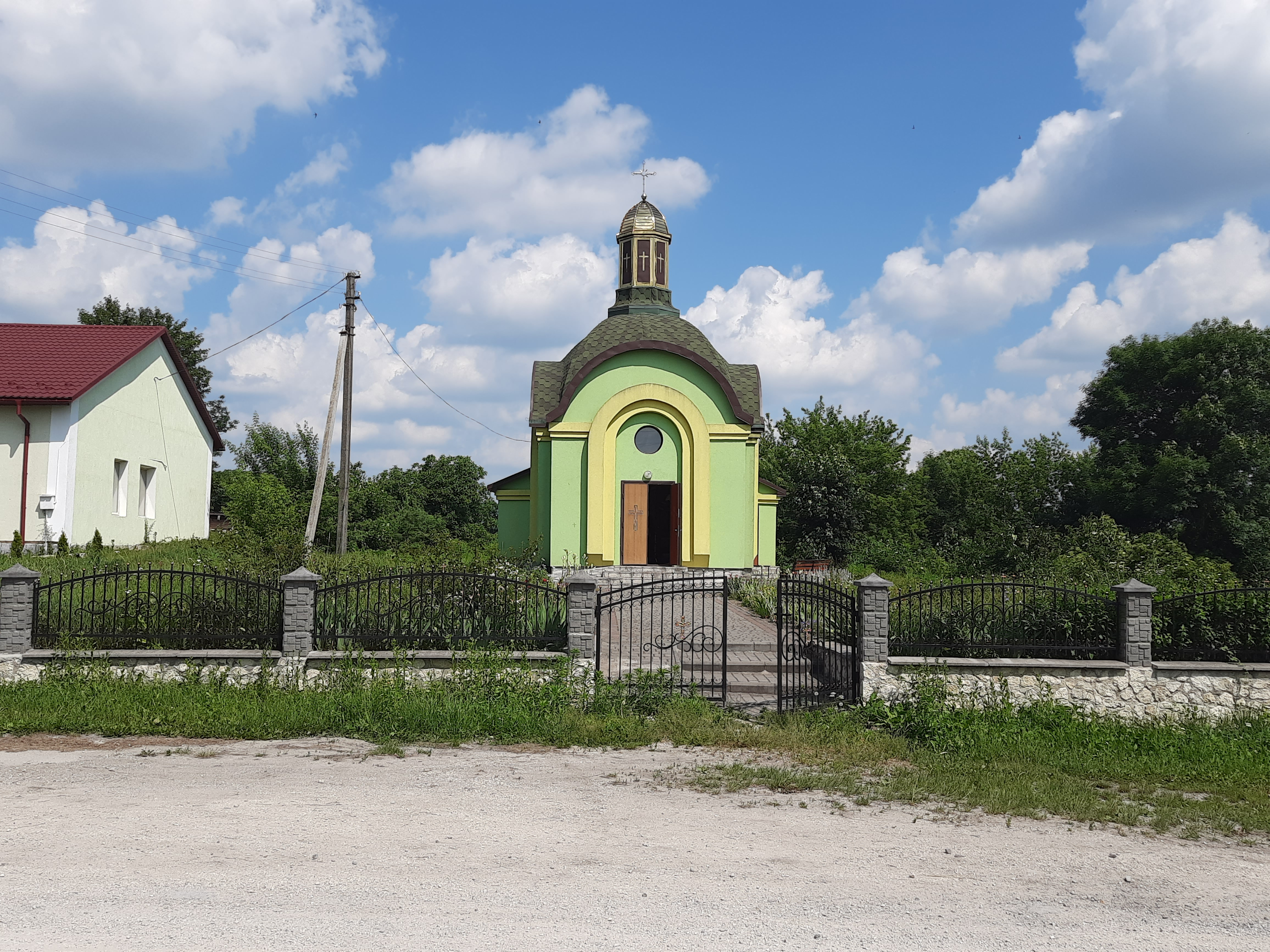
Каплиця
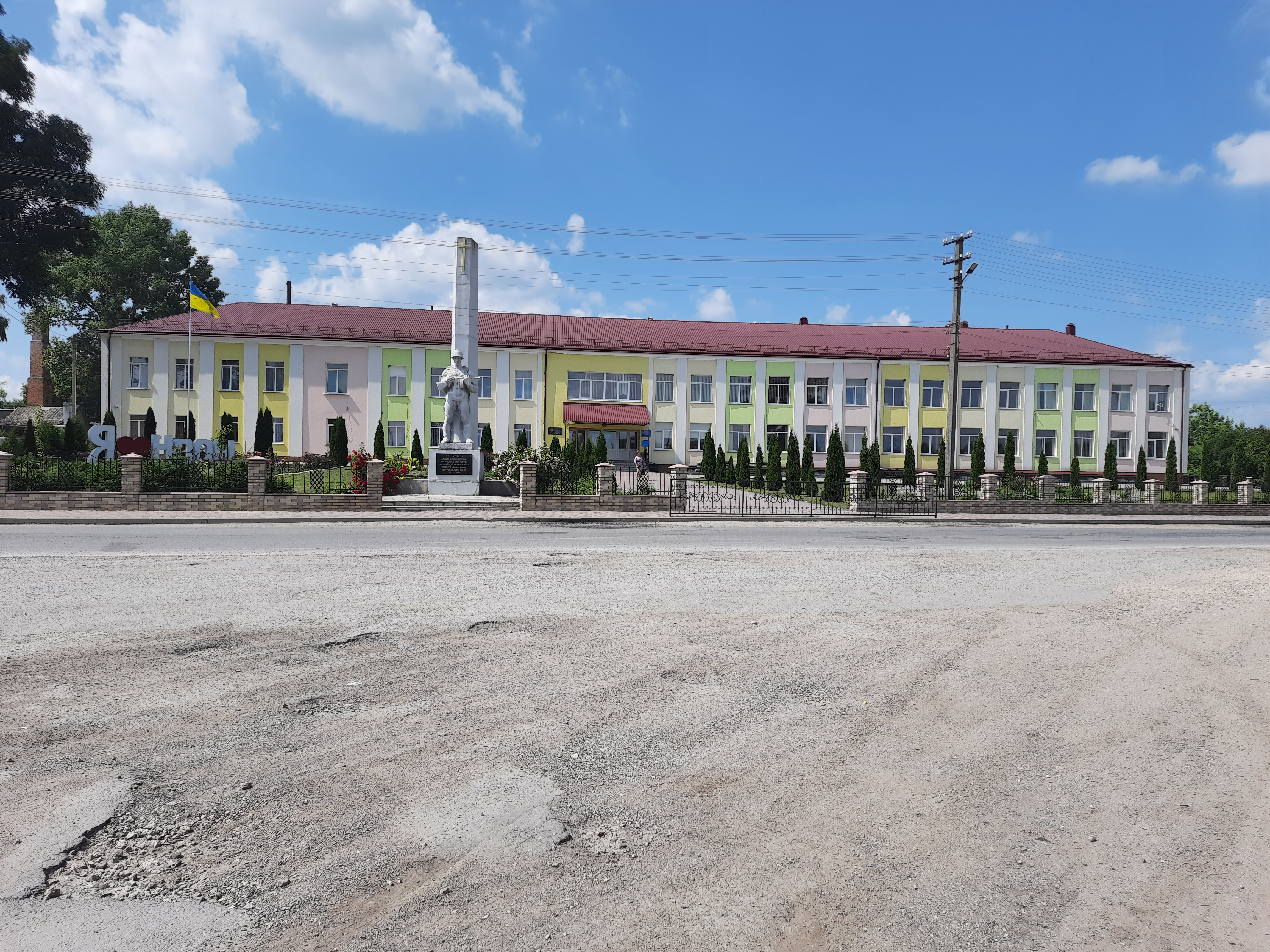
Школа
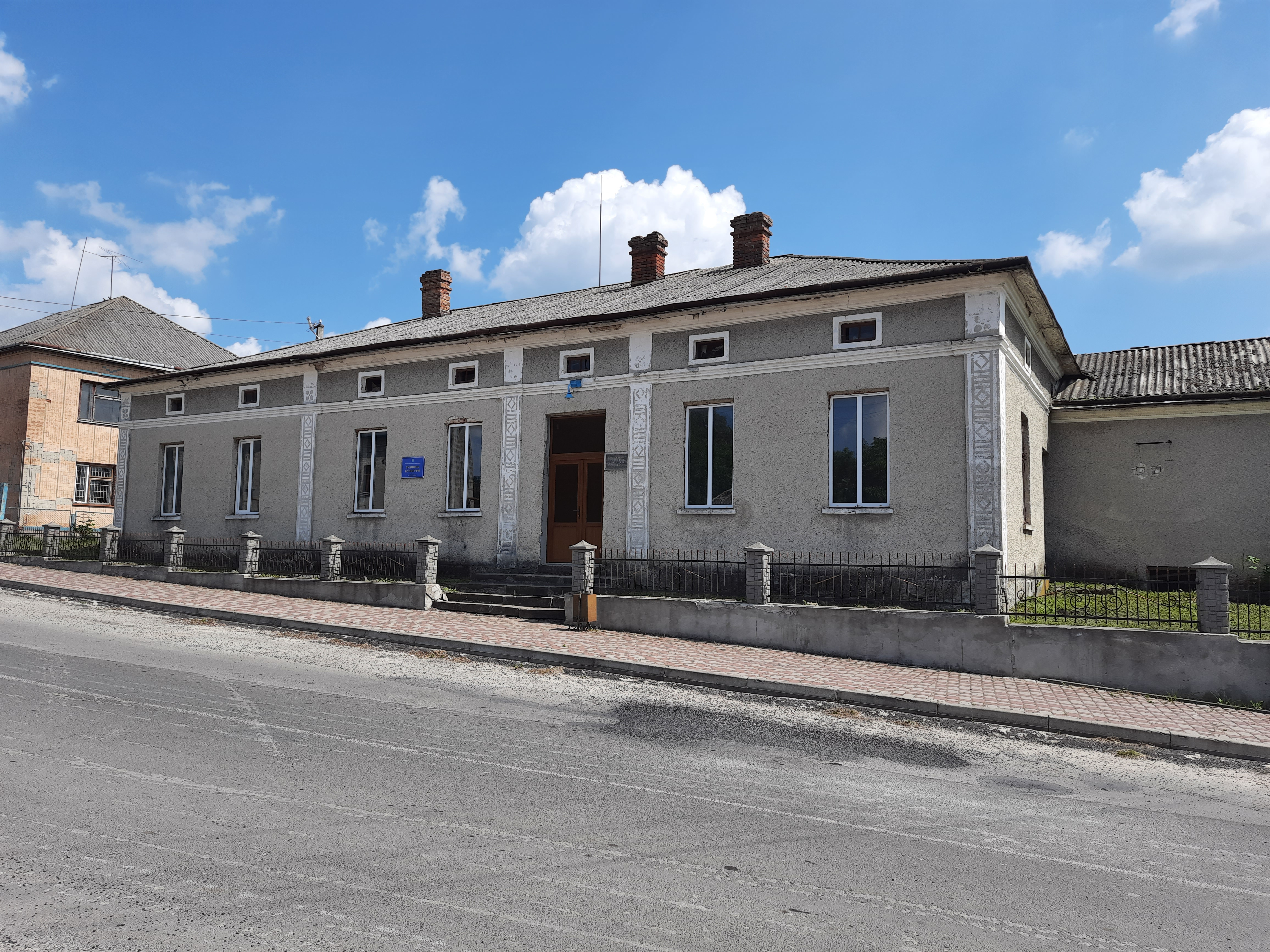
Будинок культури
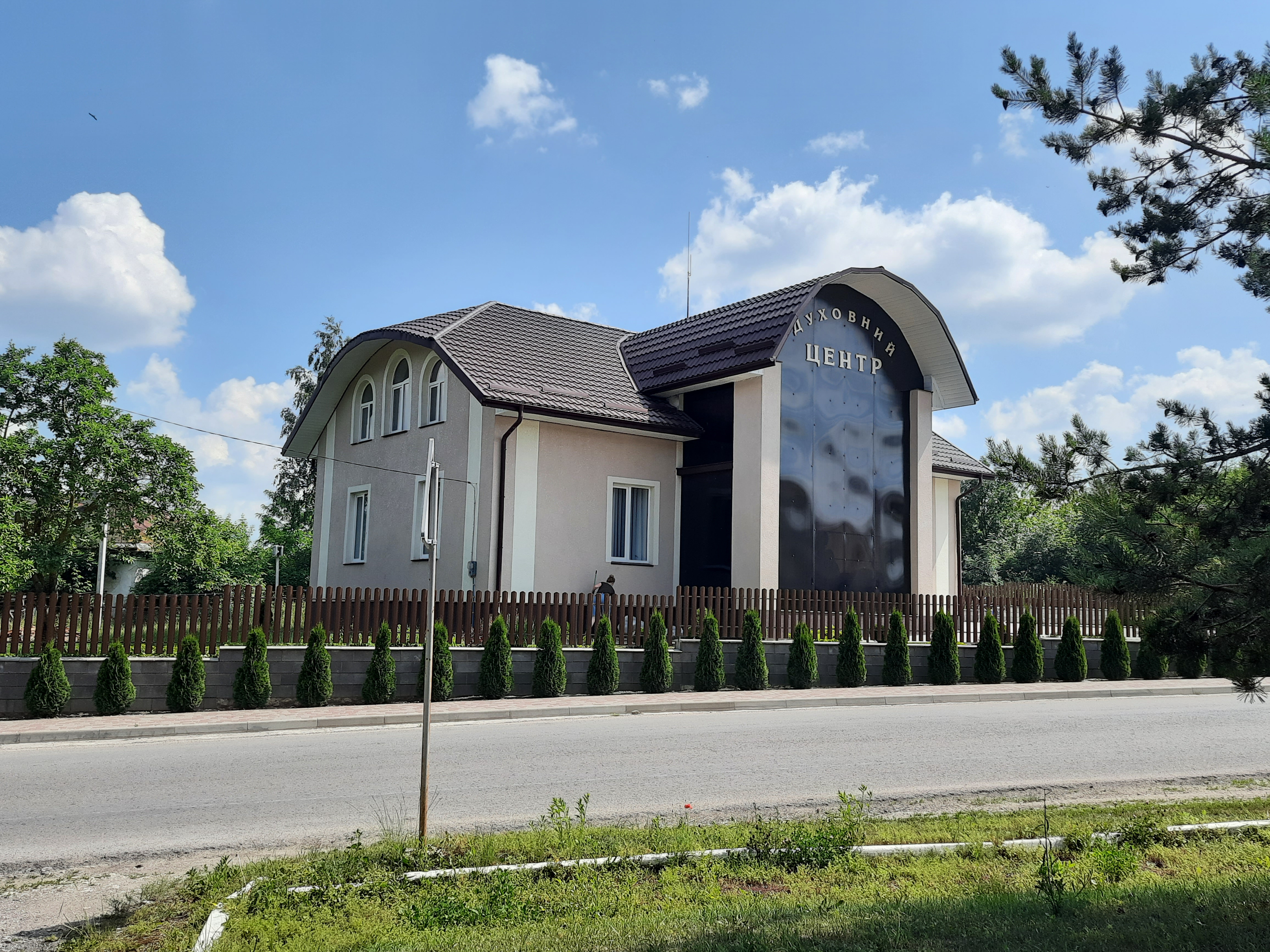
Духовний центр
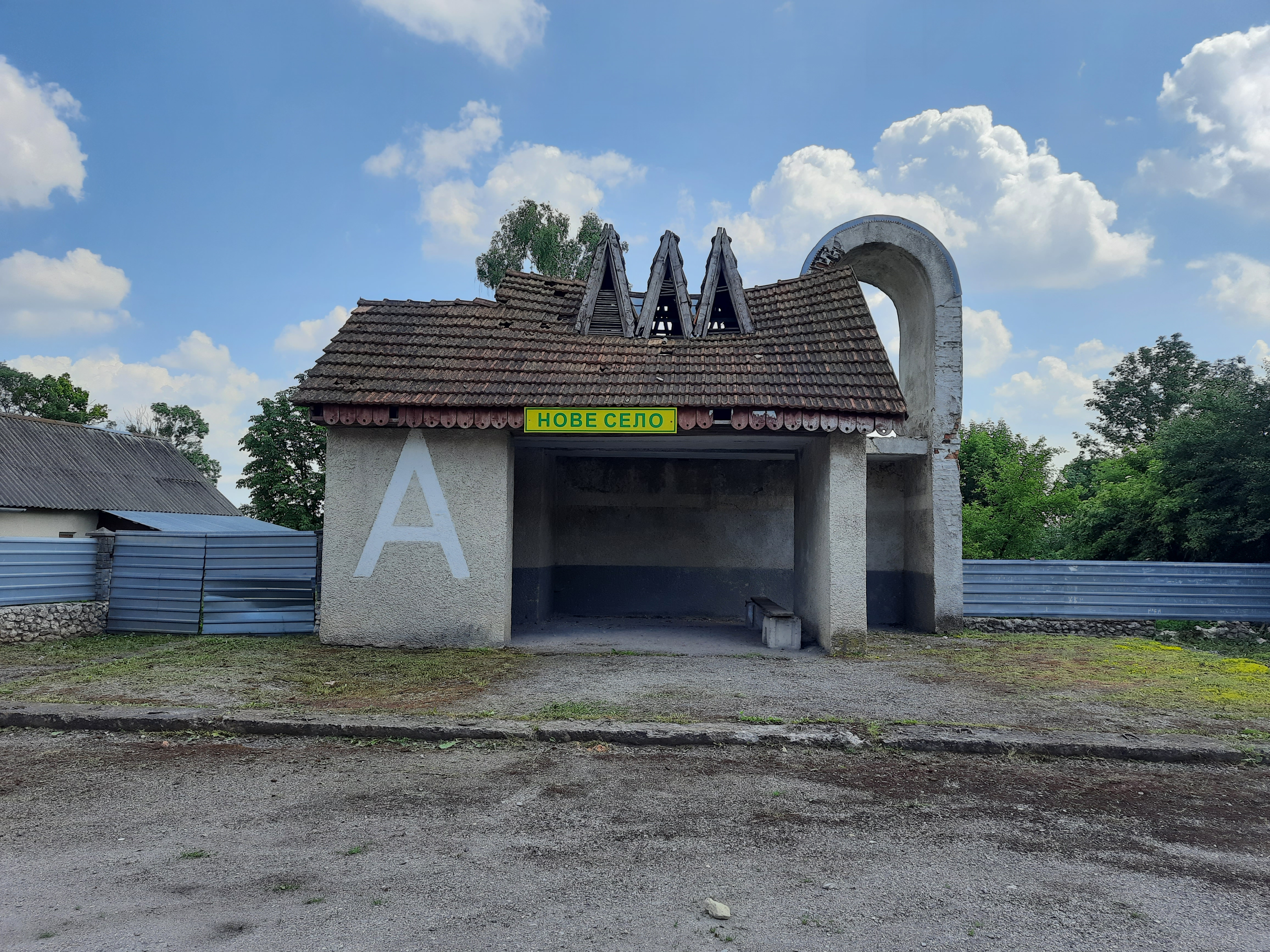
Автобусна зупинка